# 小行星1240
小行星1240（1240 Centenaria）是一颗绕太阳运转的小行星，为主小行星带小行星。该小行星于1932年2月5日发现。
該小行星以世紀的拉丁語命名，以紀念漢堡天文台建立一百周年。

## 轨道参数
小行星1240的轨道半长轴为2.8698304 UA，离心率为0.171。